# Wolfgang Grindemann
Wolfgang Grindemann (* 1. Januar 1953 in Hamburg) ist ein deutscher Schauspieler.
Grindemann bekam 1984 ein Operndiplom der Hochschule für Musik Hamburg. Außerdem bestand er 1985 die Bühnenreifeprüfung der paritätischen Prüfungskommission der Genossenschaft Deutscher Bühnen-Angehöriger und des Deutschen Bühnenvereins und nahm an einem Hollywood Acting Workshop in Los Angeles teil. Er studierte in Hamburg Kunstgeschichte, Schulmusik, Oper und Schauspiel/Musical.
Seit 1994 arbeitet Grindemann als freier Schauspieler unter anderem im Theater am Kurfürstendamm, am Renaissance-Theater Berlin und im Schauspielhaus Zürich. Zuvor war er am E.T.A.-Hoffmann-Theater in Bamberg (1985–1987), am Theater Heilbronn und am Landestheater Coburg (1991–1994) engagiert.
Weiterhin spielte er in diversen Film- und Fernsehproduktionen, zum Beispiel in Farinelli, der Kastrat (1994), Liebling Kreuzberg, Alphateam – Die Lebensretter im OP (2000) und OP ruft Dr. Bruckner (1996). Von 1997 bis 2001 spielte er in einer Hauptrolle in der RTL-Soap Gute Zeiten, schlechte Zeiten den Roland Biedermann. 2003 spielte er eine Hauptrolle im ARD-Fernsehfilm Im Schatten der Macht. An der Shakespeare Company Berlin war Grindemann als Narr in Was ihr wollt zu sehen, dort führte er auch Regie.
In der ARD-Telenovela Sturm der Liebe spielte er in mehreren Folgen Dr. Axel Brunner, Gutachter und Besitzer einer Privatklinik.

## Filmografie (Auswahl)
- 1997–1999, 2000: Gute Zeiten, schlechte Zeiten
- 1999: Ganz unten, ganz oben
- 1999: Hochzeit auf Raten
- 2000: Hinter Gittern – Der Frauenknast, Ep.: Grausame Freiheit, Schachmatt
- 2003: Auch Erben will gelernt sein
- 2003: Im Schatten der Macht
- 2004: Muxmäuschenstill
- 2007: Die Wehrmacht
- 2008: Wege zum Glück